# مکنزی دیویس
مکنزی ریو دیویس (به انگلیسی: Mackenzie Rio Davis) (زادهٔ ۱ آوریل ۱۹۸۷)، یک هنرپیشه فیلم و سریال کانادایی است. او برای اولین بار حرفه بازیگری را با بازی در فیلم سیاه‌مست (۲۰۱۲) شروع کرد و سپس با بازی در نقش نیکول در فیلم کمدی رمانتیک حرف اف، در سال ۲۰۱۳ توجه همگان را به خود جلب کرد. از فیلم‌های دیگری که وی در آن نقش داشته می‌توان به آن لحظه مزخرف، مریخی، بلید رانر ۲۰۴۹، تالی، نابودگر: سرنوشت تاریک و شادترین فصل اشاره کرد.

## فیلم‌شناسی

### فیلم سینمایی
| نام فیلم              | سال  | نقش             |
| --------------------- | ---- | --------------- |
| سیاه‌مست               | ۲۰۱۲ | میلی            |
| دَم                    | ۲۰۱۳ | لورن رینولدز    |
| حرف اف                | ۲۰۱۳ | نیکول           |
| آن لحظه مزخرف         | ۲۰۱۴ | چلسی            |
| عجایب طبیعت           | ۲۰۱۵ | پترا لین        |
| مریخی                 | ۲۰۱۵ | مایندی پارک     |
| همیشه بدرخش           | ۲۰۱۶ | آنا             |
| بلید رانر ۲۰۴۹        | ۲۰۱۷ | ماریت           |
| تالی                  | ۲۰۱۸ | تالی            |
| نابودگر: سرنوشت تاریک | ۲۰۱۹ | گریس هارپر      |
| سرسخت                 | ۲۰۲۰ | دایانا هیستینگز |
| شادترین فصل           | ۲۰۲۰ | هارپر کالدول    |
| بد حرف نزن            | ۲۰۲۴ | لوئیس دالتون    |

### تلویزیون
| سال       | عنوان                             | نقش                 | یادداشت‌ها                    |
| --------- | --------------------------------- | ------------------- | ---------------------------- |
| ۲۰۱۲      | من فقط می‌خواهم شلوارم را پس بگیرم | لوسی                | قسمت: «شبکه‌های ایمنی»        |
| ۲۰۱۴–۲۰۱۷ | ایستادن و آتش گرفتن               | کامرون هاو          | نقش اصلی (۴۰ قسمت)           |
| ۲۰۱۶      | آینه سیاه                         | یورکی               | قسمت: «سن‌یونیپرو»            |
| ۲۰۱۷      | بدون فعالیت                       | پاتریشیا / «پَت موش» | قسمت: «شاهد»                 |
| ۲۰۲۰      | فیلم خانگی: عروس پرنسس            | پرنسس باترکاپ       | قسمت: «مارماهی‌های فریادزن»   |
| ۲۰۲۱–۲۰۲۲ | ایستگاه یازده                     | کیرستن ریموند       | نقش اصلی (۱۰ قسمت)           |
| ۲۰۲۲      | عشق، مرگ و ربات‌ها                 | مارتا کیولسون       | قسمت: «نبض‌های بسیار یک ربات» |